# Estación Cocharcas
Cocharcas es una estación ubicada en la comuna chilena de San Carlos. Actualmente no presta servicio de pasajeros.

## Historia
La estación fue construida junto con la unión de la vía del FC Talcahuano - Chillán y Angol con el FC Santiago - Curicó, a fines del siglo XIX. Luego pasó a formar parte de la Red Sur de Ferrocarriles del Estado. 
El edificio original de la estación se incendió.
Se encuentra una Oficina de Tráfico de EFE, encargada de otorgar las movilizaciones de los servicios de Largo Recorrido, pero no hay detenciones normales de servicios de pasajeros. En los patios de la estación se encuentra la planta IANSA Cocharcas. Al sur de la estación se encuentra el Puente Ferroviario Ñuble. En las inmediaciones del recinto estación se ubica la S/E Cocharcas.